# Hydrografie

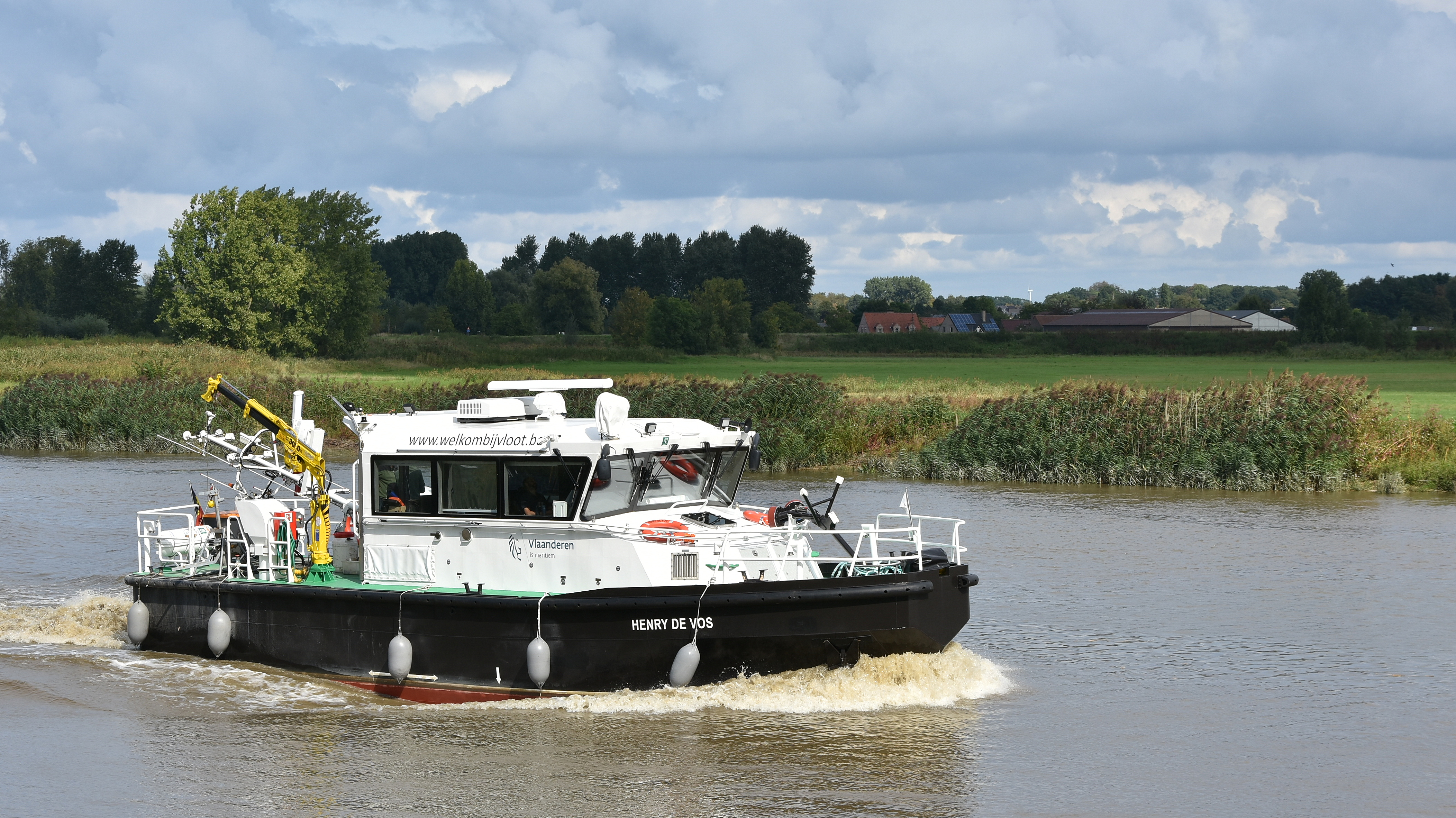
De Henry De Vos een hydrografisch vaartuig van de DAB Vloot - op de Schelde bij Uitbergen

Hydrografie (Oudgrieks: ὕδωρ (húdōr) betekent "water" en γράφειν (gráphein) betekent "(be)schrijven") is de wetenschap die zich bezighoudt met het beschrijven van de waterbodem. In het kort kan men zeggen dat hydrografie landmeten op het water is. Belangrijk bij hydrografie is meten, zoals de diepte, de samenstelling van het water en de zeebodem, het getij, de golven en de stroming. Deze metingen voert de hydrograaf uit vanaf het water of het land met behulp van hydrografische apparatuur en een hydrografisch vaartuig. Er zijn verschillende hydrografische methoden die toegepast kunnen worden om een hydrografische opneming uit te voeren. Vervolgens worden deze hydrografische data verwerkt met hydrografische software. Na de bewerking in de software kunnen de meetgegevens weergegeven worden in hydrografische kaarten, profielen, volumes, tabellen en grafieken.
De hydrografie heeft zeer veel toepassingen in het dagelijks leven. Het beroepenveld bestaat uit overheidsinstellingen, baggerbedrijven, offshorebedrijven en opnemingsbedrijven.
De manier waarop de hydrografie tegenwoordig wordt toegepast, en de manier waarop, is anders dan die in het verleden, van de hydrografische geschiedenis.

## Maatschappelijk belang
Om vaarwegen bevaarbaar te houden is het belangrijk dat stadsgrachten, stadssingels, kanalen, rivieren, havens en zeeën regelmatig opgenomen worden. De haven van Rotterdam bijvoorbeeld wordt door ongeveer 165.000 schepen per jaar aangedaan. Deze grote wereldhaven heeft een erg belangrijke rol in de economie van Nederland en Europa. De Rotterdamse haven heeft een speciaal programma voor opnemingen. Gebieden met veel sedimentafzetting worden vaker opgenomen dan gebieden waar weinig sedimentafzetting voorkomt. Hiervoor is een speciaal opnemingsplan; dit plan geeft van week tot week aan welke gebieden aan de beurt zijn om opgenomen te worden. Na de opnemingen worden er kaarten gemaakt en deze worden besproken met de baggerafdeling van de Rotterdamse haven. Wordt dit opnemingsplan niet correct uitgevoerd dan kan het voorkomen dat schepen aan de grond lopen en niet meer kunnen laden en lossen bij de betreffende kade. Als er voor een langere periode geen opnemingen worden uitgevoerd kan het zijn dat bepaalde delen van de haven onbevaarbaar worden voor grote vrachtschepen. Dit kan uiteindelijk nadelige gevolgen hebben voor de Nederlandse economie.
Bij bagger- en landaanwinningsprojecten is het van belang dat het project zijn goede vorm krijgt; door regelmatig opnemingen uit te voeren kan dit in kaart worden gebracht. Bij het baggerproject 'The World' in Dubai worden ongeveer 300 kleine eilanden kunstmatig opgespoten. Dit gebeurt met tientallen baggerschepen welke ladingen opgezogen zand in baggervakken opspuiten. Om dit proces te bewaken worden er regelmatig hydrografische opnemingen uitgevoerd zodat men een overzicht krijgt hoe het project er onder en boven water uitziet. In Dubai zijn verschillende extreme landaanwinningsprojecten uitgevoerd de afgelopen jaren. Het project The World ligt stil sinds de crisis in 2008. Momenteel wordt er alweer een nieuw landaanwinningsproject ontwikkeld dat ook in Dubai gerealiseerd gaat worden. Dit project is nog groter dan de drie Palm Islands-projecten en het project "The World" en heet Dubai waterfront.
In de gas-/olie-offshore-industrie worden opnemingen uitgevoerd voordat men op een locatie naar gas en/of olie gaat boren. De opnemingen van de locatie bestaan uit het bepalen van de diepte, waterbodem reliëf, obstakels en type grond. Deze gegevens zijn erg belangrijk om een goede boorlocatie te selecteren en om er uiteindelijk een boorplatform te plaatsen. Wordt een boorplatform bijvoorbeeld geplaatst op een zachte waterbodem, dan is het risico groot dat het platform verzakt of in het ergste geval scheef zakt en omvalt.
In de gas-/olie-offshore-industrie worden strenge eisen gesteld aan de gas-/olie-export. Dit transport gebeurt via pijpleidingen welke van een boorplatform naar de vaste wal lopen. Deze pijpleidingen staan bloot aan allerlei natuurlijke factoren en worden daarom meerdere malen per jaar opgenomen. Op deze manier kan er een veilig transport plaatsvinden van gas en olie en staat het milieu gering bloot aan milieu rampen.

## Hydrografisch beroepenveld
In het hydrografische beroepenveld bevinden zich verschillende sectoren. Overheidsinstellingen, offshorebedrijven, baggerbedrijven en commerciële bedrijven vormen de meerderheid.

### Overheidsinstellingen
Deze sector bestaat uit bedrijven die een overheidsorgaan zijn. Deze overheidsinstellingen hebben een controlerende taak en beheren de vaarwegen in het binnenland en de territoriale wateren. Deze instellingen werken met een opneemplan. Dit opneemplan wordt zo samengesteld dat de gebieden met de hoogste prioriteit één of meerdere malen per jaar worden opgenomen en gebieden met een lagere prioriteit bijvoorbeeld maar een keer in de vijf jaar.

### Offshorebedrijven
De offshoresector bestaat uit bedrijven die opnemingen doen om aardolie en aardgas te kunnen exploreren. Deze bedrijven voeren opnemingen uit in opdracht van grote aardolie- en aardgasmaatschappijen zoals Shell. Er zijn ook bedrijven die de pijpleidingen voor de te exporteren olie en gas plaatsen. Deze pijpleidingroutes worden, voordat de pijpleidingen geplaatst worden, zorgvuldig opgenomen en geselecteerd.

### Baggerbedrijven
Dit zijn bedrijven die met behulp van baggerschepen vaarwegen uitdiepen, kustzones opspuiten en landaanwinningen uitvoeren. Hydrografische vaartuigen nemen constant gebieden op die gebaggerd zijn. Deze gegevens worden in kaarten verwerkt en hierdoor kunnen ze aan boord van de baggerschepen zien waar gebaggerd moet worden en hoeveel.

### Commerciële opneembedrijven
Deze sector bestaat vaak uit kleinere commerciële ondernemingen die allerlei hydrografische projecten aannemen. Vaak hebben deze ondernemingen kleine boten die worden ingezet in de binnenwateren van Nederland. Als er in het buitenland projecten worden uitgevoerd, dan wordt er een zogenaamd "vessel of opportunity" gehuurd. Op dit gehuurde schip wordt dan alle ingevlogen meetapparatuur geïnstalleerd en hiermee wordt dan de opneming in het buitenland uitgevoerd. Sommige bedrijven ontwikkelen zelf hydrografische software en meetapparatuur die ook voor de verkoop op de markt wordt gebracht. Er is ook een bedrijf dat zich bezighoudt met het opsporen van gezonken scheepswrakken, dit zijn "schatzoekers". Dit opsporen kan jaren in beslag nemen, eerst worden oude documenten zorgvuldig nagegaan en als er uiteindelijk bekend is wat voor kostbaarheden het schip mee heeft genomen naar de zeebodem, wordt het schip op locatie gezocht met behulp van hydrografische apparatuur. Als het schip wordt gevonden, worden de kostbaarheden (goud, zilver, porselein) uit het wrak verwijderd.
De meeste wrakken die op continentale platen liggen, zijn reeds opgespoord. In de diepe oceanen liggen echter nog erg veel onbekende scheepswrakken. Sinds enige jaren is er een Amerikaans bedrijf (Odyssey Marine Exploration), dat deze scheepswrakken met kostbaarheden op grote diepten, variërend van 500 meter tot 4000 meter, opspoort en leeg haalt. Deze wrakken vallen dan ook niet onder het grensgebied van een land, de vaak kostbare inhoud is dan voor de vinder. Dit kan oplopen tot vondsten van miljoenen euro's aan waarde.

### Toeleveranciers Hydrografische apparatuur en software
Deze sector ontwikkelt software voor de hydrografische sector. De software bestaat uit complete opneempakketten waar het hele opnemingsproces mee kan worden uitgevoerd, planning, opnemen en uitwerken van de opgenomen gegevens en uiteindelijk het presenteren van de opgenomen gegevens (visualisatie).

## Opleidingen
De Hogeschool van Amsterdam heeft in 2002 besloten de opleiding hydrografie te staken. De opleiding is vervolgens overgenomen door de NHL Hogeschool, en bij de faculteit Maritiem Instituut Willem Barentsz op Terschelling geplaatst. Dit is een vierjarige hbo-opleiding die de titel ingenieur (Ing.) oplevert.